# Goslino I del Maine
Goslino, in francese Gauzlin I du Maine (seconda metà dell'VIII secolo – dopo il 2 aprile 812), fu il primo conte di Le Mans o del Maine, capostipite della famiglia dei Rorgonidi.

## Origine
Non si conoscono gli ascendenti anche se si ritiene che discenda dalla stirpe dei Robertingi e che i precedenti conti di Le Mans, Ruggero, verso la metà dell'VIII secolo ed i figli, il conte Hervé ed il vescovo Goslino, fossero suoi ascendenti.

## Biografia
Goslino potrebbe essere stato conte di Le Mans già alla fine dell'VIII secolo, comunque fu conte di Le Mans dall'inizio del IX secolo, forse sino al 820.
Comunque Goslino viene citato in un documento del figlio, il conte Rorgone I, del 1º marzo 839, che si trova negli archivi dell'Angiò; In tale documento Goslino viene nominato come suo padre, con la madre, Adeltrude, il fratello, Gosberto ed il figlio, Goslino -«"Rorgo comes" names "genitor meus Gauzlinus et mater mea Adeltrudis, germanus noster Gausbertus…filium nostrum Gauslinum"»-.
Il conte Goslino viene nominato in un documento del 2 aprile 812, tra i conti presenti nella marca di Spagna con Carlomagno.
Non si conosce la data esatta della sua morte, comunque gli succedette il figlio, Rorgone.

## Discendenza
Goslino aveva sposato Adeltrude e dal loro matrimonio nacquero due figli:
- Rorgone († 839 o 840), conte del Maine
- Gosberto († 853), conte del Maine dopo il fratello, Rorgone

### Letteratura storiografica
- Gerhard Seeliger, "Conquiste e incoronazione a imperatore di Carlomagno", cap. XII, vol. II (L'espansione islamica e la nascita dell'Europa feudale) della Storia del Mondo Medievale, pp. 358–396.
- René Poupardin, Ludovico il Pio, in «Storia del mondo medievale», vol. II, 1999, pp. 558–582